# 孟崖
孟崖是缅甸掸邦当阳县孟崖镇区下辖的一个镇。该镇属缅甸政府军控制地区。自2024年8月东北军区司令部失守后，缅甸政府军在此地重新组建了东北军区司令部。